# Мадона дел Монте (Мачерата)
Мадона дел Монте (итал. Madonna del Monte) насеље је у Италији у округу Мачерата, региону Марке.
Према процени из 2011. у насељу је живело 28 становника. Насеље се налази на надморској висини од 232 м.